# Quitman (Texas)
Quitman település az Amerikai Egyesült Államok Texas államában, Wood megyében, melynek megyeszékhelye is. Lakosainak száma 1942 fő (2020. április 1.).

## Népesség
A település népességének változása:

| 2010 | 1 809 |
| 2020 | 1 942 |